# Maes
Maes, nome verdadeiro Walid Georgey (Villepinte, Seine-Saint-Denis) é um rapper francês de origem marroquina.

## Biografia

### Carreira
Durante seu encarceramento, Maes lançou seu primeiro projeto, uma mixtape intitulada Réelle Vie. Algum tempo após sua libertação da prisão, ele se destacou com a série de clipes #MaesEstLibérable. 
Em domingo, 16 de março de 2025, três meses depois, ele deixou a Avenue Montaigne (em homenagem à luxuosa artéria parisiense). Este single é seguido por Madrina em colaboração com Booba. Maes então anuncia o lançamento de seu primeiro álbum de estúdio: Puro.